# Клизаз
Клизаз (фр. Clusaz) насеље је и општина у источној Француској у региону Рона-Алпи, у департману Горња Савоја која припада префектури Анси. Ово насеље је скијашки центар на Алпима, у близини границе са Швајцарском.
По подацима из 2011. године у општини је живело 1845 становника, а густина насељености је износила 45,42 становника/km². Општина се простире на површини од 40,62 km². Налази се на средњој надморској висини од 1 039 метара (максималној 2.611 m, а минималној 995 m).

## Демографија
| 1861. | 1901. | 1921. | 1954. | 1962. | 1968. | 1975. | 1982. | 1990. | 1999. | 2011. |
| ----- | ----- | ----- | ----- | ----- | ----- | ----- | ----- | ----- | ----- | ----- |
| 960   | 925   | 839   | 1 047 | -     | -     | 1 695 | -     | 1.845 | 2.023 | 1.845 |

График промене броја становника у току последњих година